# Gioan đảo Patmos
Gioan đảo Patmos (còn gọi là Gioan Người mặc khải hay Gioan Nhà thần học; Hy Lạp: Ἰωάννης ὁ Θεολόγος) là tên được đặt cho tác giả giả định của Sách Khải huyền, cuốn sách cuối cùng của Tân Ước. Sách Khải huyền nói rằng tác giả được gọi là Gioan và ông sống trên hòn đảo Patmos của Hy Lạp, nơi mà một số người đang lưu vong trong cuộc bức hại chống lại Cơ đốc giáo dưới thời hoàng đế La Mã Domitianus.
Theo truyền thống, tác giả của Khải huyền được coi là Gioan Tông đồ, đồng thời cũng là tác giả Phúc âm Gioan. Tuy nhiên, một số người khác thì xác định tác giả là John the Elder (Gioan Trưởng lão) và nhiều học giả hiện đại tin rằng sách đã được viết bởi một tác giả không biết rõ, người mà họ gọi là Gioan đảo Patmos.

## Tác giả Sách Khải huyền
Tác giả Sách Khải huyền chỉ tự gọi mình là "Gioan". Do đó theo truyền thống, người này cùng với Gioan Tông đồ và Gioan viết Phúc âm thường được cho là cùng một người. Một nhà văn trong những năm đầu thế kỷ 2, Justin Tử đạo, lần đầu tiên đánh đồng tác giả của Khải huyền với Gioan Thánh sử. Các tác giả Cơ Đốc khác, chẳng hạn như Dionysius của Alexandria và Eusebius của Caesarea, chú ý sự khác biệt về ngôn ngữ và quan điểm thần học giữa tác phẩm này và Phúc âm, làm giảm khả năng và loại trừ ý kiến Sách Khải huyền chung tác giả với Phúc âm. Giả thuyết rằng Tông đồ Gioan cũng là tác giả của Sách Khải huyền hiện nay đã bị bác bỏ rộng rãi trong giới học thuật hiện đại. Nhà văn Kitô giáo Papias của Hierapolis trong các tác phẩm của mình đã phân biệt giữa Tông đồ Gioan và John the Elder, người được nhiều học giả Kinh thánh cho rằng là tác giả của Khải huyền.

## Đến đảo Patmos
Gioan được cho là bị đày đến Patmos, trải qua một thời gian khủng bố dưới sự cai trị của hoàng đế La Mã Domitian. Adele Yarbro Collins, một học giả Kinh thánh tại Trường Thần học Yale, viết:
Truyền thống nói rằng Gioan đã bị trục xuất đến Patmos bởi chính quyền La Mã. Điều này là đáng tin cậy vì trục xuất là một sự trừng phạt phổ biến được sử dụng trong thời đó cho một số tội phạm. Một số những hành vi phạm tội là hành vi phép thuật và chiêm tinh học. Tiên tri được những người La Mã xem như thuộc cùng một thể loại tội phạm, cho dù đó là người ngoại đạo, người Do Thái, hay Kitô hữu. Lời tiên tri mang ý nghĩa chính trị, như thể hiện của Gioan trong Sách Khải huyền, sẽ bị coi là một mối đe dọa đối với quyền lực và trật tự chính trị La Mã. Ba trong số các hòn đảo ở Sporades là những nơi mà tội phạm chính trị bị trục xuất. (Pliny, Lịch Sử Tự Nhiên 4.69–70; Tacitus, Biên niên sử 4.30)
Gioan bị trục xuất đến đảo của Hy Lạp là Patmos, nơi được cho là ông đã viết Sách Khải huyền. Theo Tertullian (trong The Prescription of Heretics), Gioan đã bị trục xuất (có lẽ đến Patmos) sau khi bị bỏ vào dầu sôi ở Rome mà không bị gì, tất cả người chứng kiến việc kì diệu này đã cải đạo sang Kitô giáo ngay sau đó. Sự kiện này có lẽ xảy ra vào cuối thế kỷ thứ 1, dưới thời trị vì của hoàng đế Domitian.